# لوران دبیان
لوران دبیان (فرانسوی: Laurent Desbiens‎؛ زادهٔ ۱۶ سپتامبر ۱۹۶۹) دوچرخه‌سوار اهل فرانسه است.
از باشگاه‌هایی که در آن رکاب زده‌است می‌توان به تیم دوچرخه‌سواری کوفیدیس اشاره کرد.